# Лаймер Плац (станция метро)
«Лаймер Плац» (нем. Laimer Platz) — конечная станция Мюнхенского метрополитена, расположенная на линии . Станция находится в районе Лайм (нем. Laim).

## История
Открыта 24 марта 1988 года в составе участка «Вестендштрассе» — «Лаймер Плац». Станция названа именем района, в котором она находится. До 29 мая 1999 года она также была конечная линии .

## Архитектура и оформление
Двухпролётная колонная станция мелкого заложения. Колонны отделаны серым гранитом, потолок платформы — жёлтыми панелями. Потолок над путями оставлен не облицован — бетон. Путевые стены белые с тонкими жёлтыми полосами, которые проходят косо слева направо снизу вверх. Имеет два выхода по обоим концам платформы. Примерно на высоте человеческого роста по всей путевой стене проходит жёлтая полоса. В восточном торце платформы расположен лифт.

## Таблица времени прохождения первого и последнего поезда через станцию

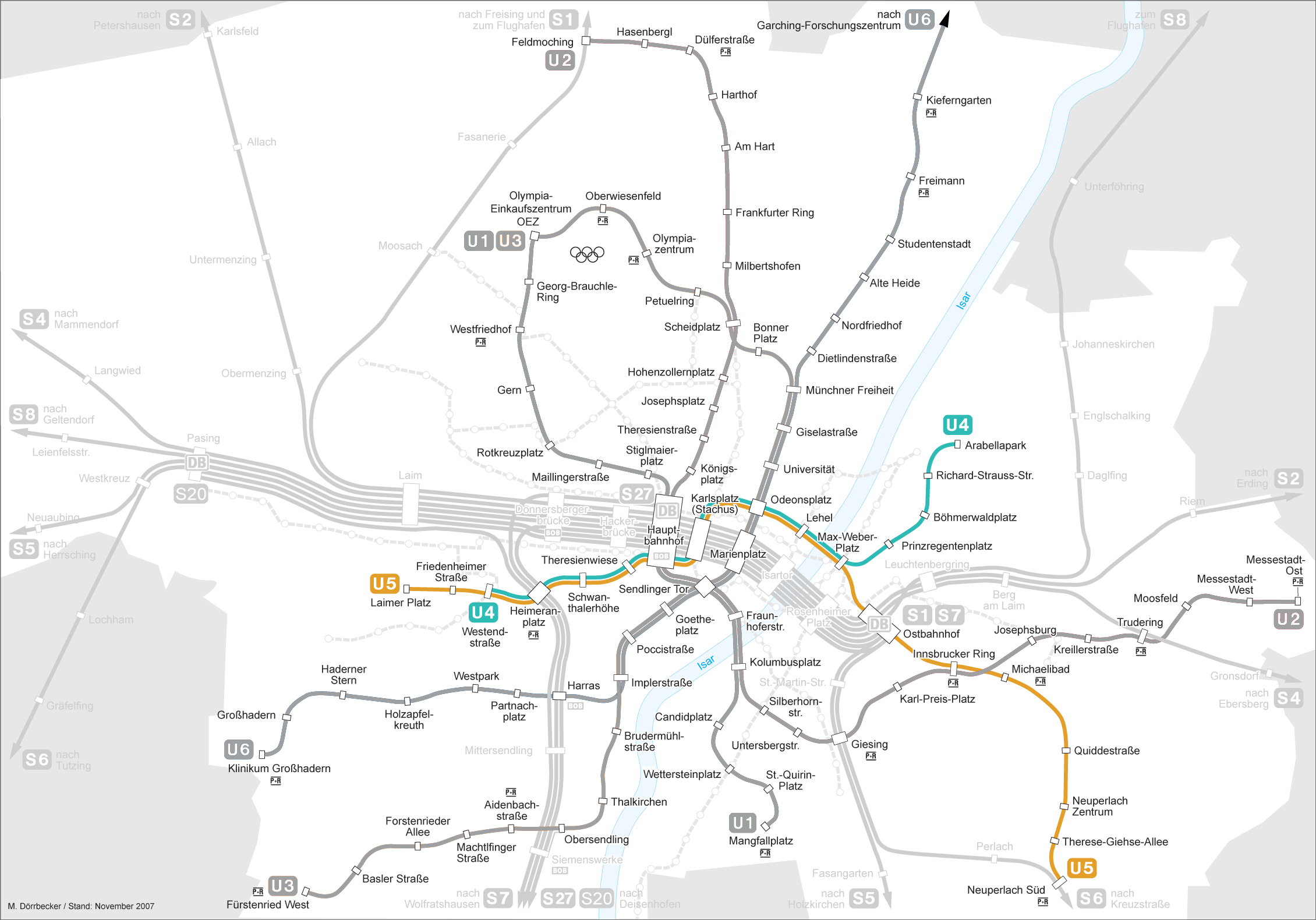
Сеть линий и мюнхенского метро

|                                          | Воскресенье — Четверг (ч:мм) | Пятница — Суббота (ч:мм) |
|                                          | первый                       |                          |
| последний                                |                              |                          |
| В сторону станции «Фриденхаймер Штрассе» | 4:21                         | 4:21                     |
| В сторону станции «Фриденхаймер Штрассе» | 1:03                         | 2:03                     |

## Пересадки
Проходят автобусы следующих линий: 51, 57, 151, 168 и ночной N48.
| Предыдущая станция | Расстояние | Линия | Расстояние | Следующая станция    |
| ------------------ | ---------- | ----- | ---------- | -------------------- |
| конечная           | 0 м        |       | 670 м      | Фриденхаймер Штрассе |